# Scaphojoeropsis kimblae
Scaphojoeropsis kimblae is een pissebed uit de familie Joeropsididae. De wetenschappelijke naam van de soort is voor het eerst geldig gepubliceerd in 2001 door Jean Just.